# Microsoft Press

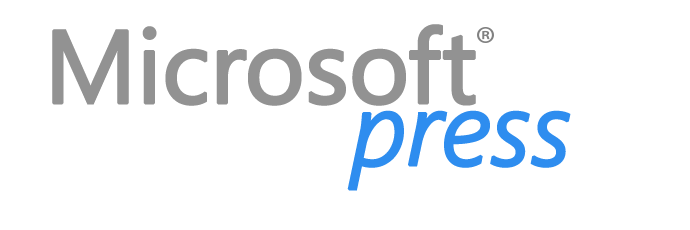

Microsoft Press è una casa editrice statunitense, ramo di Microsoft incaricata della redazione e pubblicazione di testi tecnici che illustrano le modalità di utilizzo dei prodotti della software house statunitense. I primi libri pubblicati dalla Microsoft Press sono stati The Apple Macintosh Book di Cary Lu e Exploring the IBM PC di Peter Norton nel 1984, presentati presso la West Coast Computer Faire. In seguito sono stati pubblicati saggi di autori importanti come Charles Petzold, Steve McConnell, Mark Russinovich e Jeffrey Richter. La Microsoft Press distribuisce i propri testi attraverso la O'Reilly Media.